# Număr triunghiular
Un număr triunghiular este numărul de puncte dintr-un triunghi echilateral umplut uniform cu puncte. De exemplu, trei puncte pot forma un triunghi, deci 3 este un număr triunghiular. Al n-lea număr triunghiular este numărul de puncte dintr-un triunghi cu n puncte pe latură.
Echivalent, un număr triunghiular este suma primelor n numere naturale de la 1 la n.
{\displaystyle T_{n}=1+2+3+\dotsb +(n-1)+n={\frac {n(n+1)}{2}}}

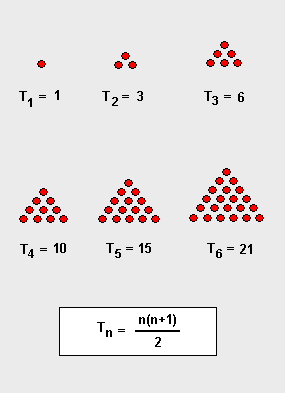
Numere triunghiulare

Termenul din dreapta formulei de mai sus, termen format din două numere, n + 1 și 2 unul peste celălalt între paranteze, este notația standard pentru coeficientul binomial, și poate fi citit „combinări de n + 1 luate câte 2”. În această formă, numărul triunghiular Tn rezolvă „problema strânsului mâinilor”, adică dă numărul de strângeri de mână în cazul în care fiecare persoană dintr-o cameră cu n + 1 persoane dă mâna câte o singură dată cu toate celelalte.
Șirul numerelor triunghiulare pentru n = 1, 2, 3... este:
1, 3, 6, 10, 15, 21, 28, 36, 45, 55, ...
Numerele triunghiulare sunt un analog aditiv al factorialului, care este produsul numerelor întregi de la 1 la n.

## Relația cu alte numere figurate
Numerele triunghiulare au o gamă întreagă de legături cu alte numere figurative. Cea mai simplă este că suma a două numere triunghiulare consecutive, este un pătrat perfect, și anume pătratul diferenței celor două. Algebric,
{\displaystyle T_{n}+T_{n-1}=\left({\frac {n^{2}}{2}}+{\frac {n}{2}}\right)+\left({\frac {\left(n-1\right)^{2}}{2}}+{\frac {n-1}{2}}\right)=\left({\frac {n^{2}}{2}}+{\frac {n}{2}}\right)+\left({\frac {n^{2}}{2}}-{\frac {n}{2}}\right)=n^{2}=(T_{n}-T_{n-1})^{2}.}
Alternativ, același fapt se poate demonstra grafic:
| 6 + 10 = 16 |  |  | 10 + 15 = 25 |  |

Există o infinitate de numere triunghiulare care sunt și pătrate perfecte; de exemplu, 1, 36. Unele din ele pot fi generate printr-o formulă recursivă simplă:
{\displaystyle S_{n+1}=4S_{n}\left(8S_{n}+1\right)} with {\displaystyle S_{1}=1.}
Toate numerele triunghiulare și pătrate pot fi găsite cu formula recursivă
{\displaystyle S_{n}=34S_{n-1}-S_{n-2}+2} cu {\displaystyle S_{0}=0} și {\displaystyle S_{1}=1.}
De asemenea, pătratul celui de al n-lea număr triunghiular este același cu suma cuburilor numerelor întregi de la 1 la n.
Suma primelor n numere triunghiulare este al n-lea număr tetraedral,
{\displaystyle {\frac {(n)(n+1)(n+2)}{6}}.}
Mai general, diferența dintre al n-lea număr m-gonal și al n-lea număr (m + 1)-gonal este al (n - 1)-lea număr triunghiular. De exemplu, al șaselea număr heptagonal (81) minus al șaselea număr hexagonal (66) este egal cu al cincilea număr triunghiular, 15. Fiecare al doilea număr triunghiular este număr hexagonal. Cunoscând numerele triunghiulare, se poate calcula orice număr poligonal centrat: al n-lea număr k-gonal centrat se obține din formula
{\displaystyle Ck_{n}=kT_{n-1}+1\ }
unde T este număr triunghiular.
Diferența în modul a două numere triunghiulare este un număr trapezoidal.

## Alte proprietăți
Numerele triunghiulare corespund cazului de ordin întâi al formulei lui Faulhaber.
Toate numerele perfecte pare sunt triunghiulare, conform formulei formula
{\displaystyle M_{p}2^{p-1}=M_{p}(M_{p}+1)/2=T_{M_{p}}}
unde Mp este un număr prim Mersenne; nu se cunosc numere perfecte impare, și deci toate numerele perfecte cunoscute sunt triunghiulare.
În baza 10, rădăcina digitală a unui număr triunghiular este întotdeauna 1, 3, 6 sau 9, și deci orice număr triunghiular fie este divizibil cu 3, fie este de forma 9k + 1:
6 = 3×2,
10 = 9×1+1,
15 = 3×5,
21 = 3×7,
28 = 9×3+1,
...
Reciproca afirmației de mai sus nu este însă adevărată. De exemplu, 12 are suma cifrelor 3, divizibilă cu 3, și nu este număr triunghiular.
Suma inverselor tuturor numerelor triunghiulare este:
{\displaystyle \!\ \sum _{n=1}^{\infty }{1 \over {{n^{2}+n} \over 2}}=2\sum _{n=1}^{\infty }{1 \over {n^{2}+n}}=2.}
Aceasta se poate demonstra cu ajutorul șirului:
{\displaystyle \!\ \sum _{n=1}^{\infty }{1 \over {n(n+1)}}=1.}
Două alte formule legate de numerele triunghiulare sunt:
{\displaystyle T_{a+b}=T_{a}+T_{b}+ab\ }
și
{\displaystyle T_{ab}=T_{a}T_{b}+T_{a-1}T_{b-1},\ }
ambele putând fi calculate ușor din șabloanele de puncte sau prin calcule simple.
În 1796, Carl Friedrich Gauss a descoperit că toate numerele întregi pozitive se pot reprezenta ca sumă de cel mult trei numere triunghiulare, nu neapărat diferite. El a scris în jurnalul său: „EΥΡHKA! num = Δ + Δ + Δ”.
Al {\displaystyle n}-lea număr triunghiular este de două ori mai mic decât al {\displaystyle n}-lea număr rectangular (care este de forma {\displaystyle n(n+1)}).